# Seize martyrs de Nagasaki
Les seize martyrs de Nagasaki sont un groupe d'hommes et de femmes, Japonais et étrangers associés à l'ordre dominicain, qui furent mis à mort entre 1633 et 1637, à Nagasaki (Japon), en haine de la foi chrétienne. Illustration supplémentaire de la difficile évangélisation du Japon, ils furent canonisés par Jean-Paul II en 1987. Liturgiquement, ils sont commémorés le 28 septembre.

## Histoire
Ils font partie de la famille dominicaine et sont reliés de différentes manières à la province dominicaine du Saint-Rosaire de Manille aux Philippines
Ils font suite aux martyrs déjà nombreux qui ont donné leur vie pour leur foi au Japon, depuis les 26 martyrs crucifiés en 1597 et les 205 martyrs béatifiés, tués entre 1617 et 1632, parmi lesquels ceux du « Grand Martyre » (Nagasaki, le 10 septembre 1622) au cours duquel 23 chrétiens furent brûlés au poteau et 22 décapités.
Ces 16 martyrs ont souffert entre 1633 et 1637, période où règne Iemitsu Tokugawa, shogun du Japon. Les 28 février 1633 et 22 juin 1636 il proclame deux édits pour supprimer le christianisme dans l’empire. Étaient punissables de mort les missionnaires étrangers ou autochtones, ceux qui les recevaient et tous ceux qui ne voulaient pas abjurer la foi chrétienne. 
Ainsi moururent :
- En août et octobre 1633 : Dominique Ibanez d’Erquicia, François Shoyemon, Jacques de Sainte Marie, Michel Kurobioye, Luc du Saint Esprit, Matthieu Kohioye du Rosaire.
- En octobre, novembre 1634 : Madeleine de Nagasaki, Marina d’Omura, Hyacinthe Jourdain Ansalone, Thomas de Saint-Hyacinthe.
- En septembre 1637 : Antoine Gonzales, Guillaume Courtet, Michel de Aozaraza, Vincent Schiwozuka de la Croix, Lazare de Kyoto, Lorenzo Ruiz.

## Dates
- Béatification[1] : 18 février 1981 à Manille (Philippines) par Jean-Paul II
- Canonisation[2] : 18 octobre 1987 à Rome par Jean-Paul II
- Fête : 28 septembre

## Hommage
Dans son homélie, lors de la célébration de la canonisation, Jean-Paul II disait : « Seize hommes et femmes ont témoigné, par leurs souffrances et leur mort héroïque, de leur foi dans le message de salut par le Christ, parvenu jusqu’à eux après avoir été proclamé de génération en génération depuis le temps des Apôtres. Par leur souffrance, leur amour et leur imitation de Jésus ont atteint leur pleine réalisation. Leur configuration sacramentelle avec Jésus, l’unique Médiateur, a été menée à sa perfection. « Car si nous avons été unis à lui par une mort semblable à la sienne, nous lui serons unis par une résurrection semblable à la sienne. » (Rm 6, 5.) Ces saints martyrs, divers par leur origine, leur langue, leur race et leur condition sociale, sont unis les uns les autres et unis à tout le Peuple de Dieu dans le mystère salvateur du Christ, le Rédempteur. »